# 橫斑梅花雀
为梅花雀科梅花雀屬下的一个种。原生於 撒哈拉以南非洲，但已被引入至世界許多地區，現估計其全球分布範圍達10,000,000 平方公里。由於其容易飼養且雄鳥在繁殖季節羽色艷麗，因此在圈養環境中非常受歡迎。

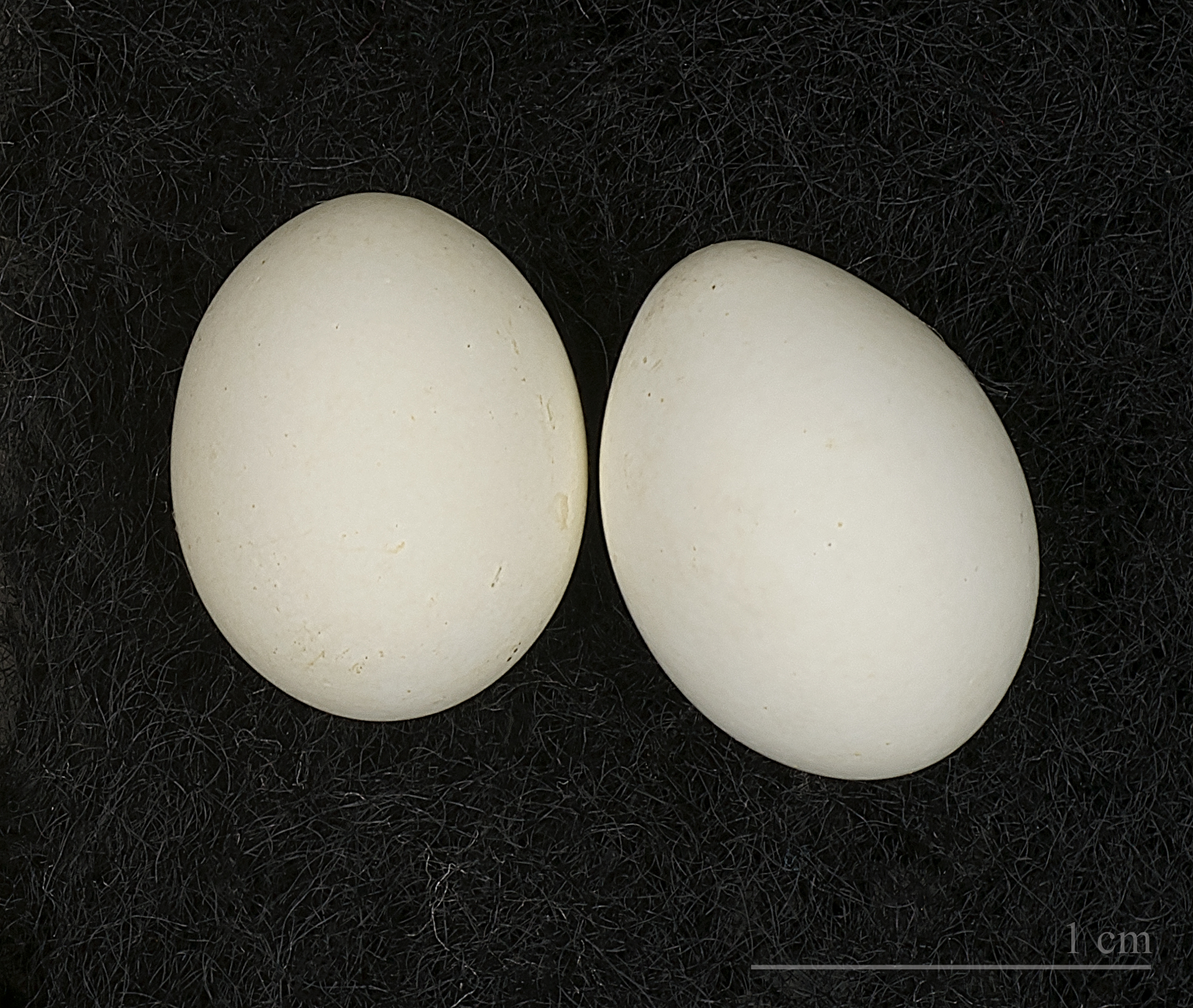
Estrilda astrild

橫斑梅花雀的平均体重约为7.1克。栖息地包括乡村花园、耕地、湿地、种植园、亚热带或热带的（低地）干草原和干燥的稀树草原。

## 分類
橫斑梅花雀首次由瑞典博物學家 卡爾·林奈 在1758年的《自然系統》第十版 中根據 二名法 正式描述，命名為 Loxia astrild。 astrild 的詞源不確定，可能源自德語或荷蘭語中用來指代蠟嘴雀的詞彙，或者它可能是 Estrilda 的印刷錯誤。 林奈的描述基於英國博物學家 喬治·愛德華茲 於1751年在其著作《不尋常鳥類的自然史》（A Natural History of Uncommon Birds） 中描述和繪製的「蠟嘴雀」。 林奈將 模式產地 指定為「加那利群島、美洲、非洲」，但此範圍在1918年由 威廉·拉特利·斯克萊特 和 西里爾·麥克沃思-普雷德 將其限制在南非的 開普敦。 該物種現今被歸類於由英國博物學家Swainson於1827年引入的 梅花雀屬。
已確認有15個 亞種：
- E. a. kempi 貝茨, 1930 – 幾內亞、獅子山和賴比瑞亞
- E. a. occidentalis 賈丁 與 弗雷澤, 1852 – 馬里南部與象牙海岸至剛果民主共和國北部及比奧科島
- E. a. peasei 雪萊, 1903 – 衣索比亞
- E. a. macmillani 奧格爾維-格蘭特, 1907 – 蘇丹
- E. a. adesma 賴歇諾, 1916 – 剛果民主共和國東部、烏干達、西肯亞至坦尚尼亞西北部
- E. a. massaica 紐曼, 1907 – 肯亞中部至坦尚尼亞北部
- E. a. minor （卡巴尼斯, 1878） – 索馬里南部、肯亞東部、坦尚尼亞東北部及桑給巴爾
- E. a. cavendishi 夏普, 1900 – 剛果民主共和國南部及坦尚尼亞南部至辛巴威與莫三比克
- E. a. niediecki 賴歇諾, 1916 – 安哥拉中部至辛巴威西部
- E. a. angolensis 賴歇諾, 1902 – 安哥拉內陸西部
- E. a. jagoensis 亞歷山大, 1898 – 安哥拉西部沿海及聖多美
- E. a. rubriventris （維亞律, 1817） – 加彭至安哥拉西北部
- E. a. damarensis 賴歇諾, 1902 – 納米比亞
- E. a. astrild （林奈, 1758） – 博茨瓦納南部及南非西部、南部
- E. a. tenebridorsa 克蘭西, 1957 – 南非北部及東部

## 描述
橫斑梅花雀是一種小型鳥類，體長約4到5英吋，翼展 4+1⁄2 英吋，體重約3/5到3/4盎司。牠的身體纖細，擁有短圓的翅膀和長漸成的尾羽。成鳥的紅色喙如同封蠟，這也是牠名稱的由來。 其羽毛大多為灰棕色，帶有深棕色的細條紋。眼睛有一條紅色的條紋，臉頰和喉嚨為白色。根據亞種不同，腹部有時帶有粉紅色的光澤，腹部中央有一道紅色條紋。臀部為棕色，尾羽和腹部為深色。雌鳥與雄鳥相似，但顏色較淡，腹部的紅色較少。幼鳥顏色更暗淡，腹部幾乎沒有紅色，深色條紋也較淡，喙為黑色。
相似物種包括黑腰梅花雀、赤腰梅花雀和黑臉梅花雀。黑腰梅花雀的臀部為黑色而非棕色，腹部較淺。赤腰梅花雀的喙為深色，臀部為紅色，且翅膀和尾巴上有一些紅色。黑臉梅花雀（僅見於剛果民主共和國）的眼睛條紋為黑色而非紅色。
橫斑梅花雀有多種顫音和嗡嗡的叫聲，飛行時會發出獨特的高音調叫聲。其簡單的鳥鳴聲音粗糙且鼻音重，最後一個音符下降。

## 分布與棲地

### 原生範圍
大約有17個亞種廣泛分布於撒哈拉以南的非洲地區。牠們出現在大部分的東非、中非和南非地區，唯獨在沙漠或茂密的森林區域缺乏分布。在西非，牠們分布較為局部，主要集中在獅子山、賴比瑞亞和象牙海岸。橫斑梅花雀棲息於開闊的地區，該區域通常有長草和濃密的植被。牠們經常出現在水邊的沼澤地及蘆葦叢中。這種鳥類性情溫順，會進入花園、公園和農田。

### 引入範圍
這些鳥類經常從圈養中逃脫或被故意釋放。在許多氣候溫暖且有足夠草籽供應的地區，牠們已建立起繁殖族群。現在牠們分布於非洲周圍的許多島嶼，如聖赫勒拿島、阿森松島、佛得角群島、聖多美與普林西比、模里西斯、留尼旺、羅德里格斯島、塞席爾群島和阿姆斯特丹島。牠們可能在其中一些島嶼上是原生種。在歐洲，橫斑梅花雀已在葡萄牙廣泛分布，並正向西班牙擴展。牠們在馬德拉島和大加那利島有小型族群，最近也出現在特內里費島和亞速群島。在美洲，蠟嘴雀分布於千里達和巴西的多個地區，並且在百慕達也有少量個體。在太平洋地區，牠們分布於新喀里多尼亞、瓦努阿圖的埃法特島、大溪地和夏威夷群島。在西班牙，牠們在過去十年內被引入到最大城市，現在已經能在馬德里、巴塞隆納和瓦倫西亞以及西葡邊境地區常見到牠們。

## 行為與生態

### 繁殖

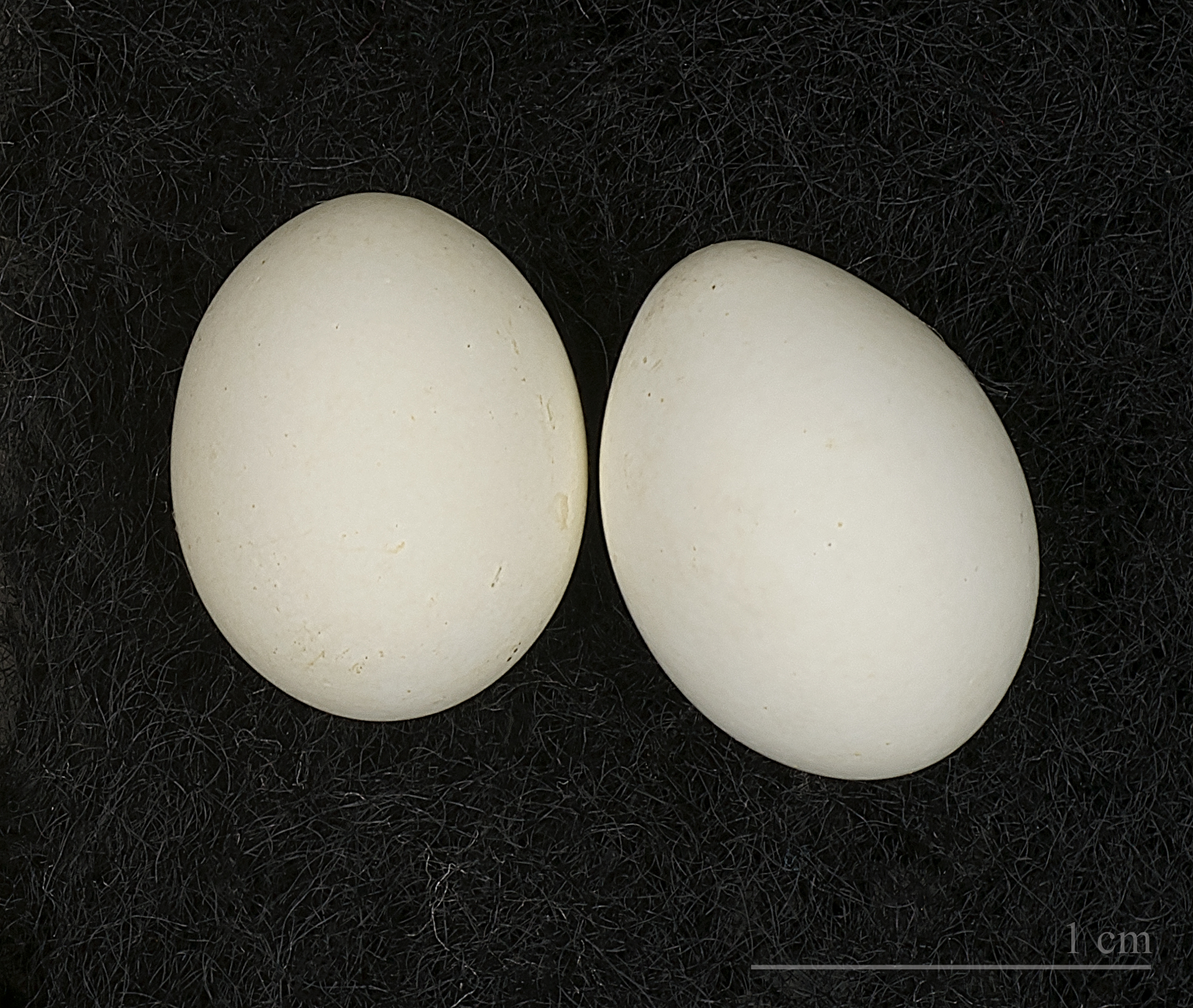
Estrilda astrild - 土魯斯博物館

鳥巢是由交錯的草莖構成的大球狀巢穴，一側有一個朝下的長管狀入口。巢築於洞穴中，通常位於密集植被中的低處。雄鳥有時會在巢頂建造一個簡陋的第二巢（「公鳥巢」），供牠睡覺用。每窩產下四到七枚白色的卵。卵的孵化期為11到13天，幼鳥在孵化後17到21天羽化。雙親共同負責孵蛋和餵養幼鳥。繁殖季的時間因地區而異。牠們的巢可能會被針尾維達雀寄生，後者會將卵產在梅花雀科鳥類的巢中。在圈養環境下，牠們會在鳥舍中繁殖，一年最多能育出四窩幼鳥。

### 食物與覓食
牠們的飲食主要由草籽和小米組成， 但在繁殖季節，由於需要更多蛋白質，牠們也會捕食昆蟲，尤其是白蟻。這些草籽中，大黍（Panicum maximum） 可能是蠟嘴雀最重要的食物來源，因為其種子全年可得。 其他重要的食物來源包括馬唐草（Digitaria horizontalis） 和 稗 （Echinochloa）。 蠟嘴雀通常成群覓食，這些鳥群可能包含數百甚至上千隻鳥。牠們通常會抓住草莖，以細長的爪子緊握住，並從花穗中採食，但也會在地上搜尋掉落的種子。由於種子含水量較少，牠們需要定期飲水。

## 圖集

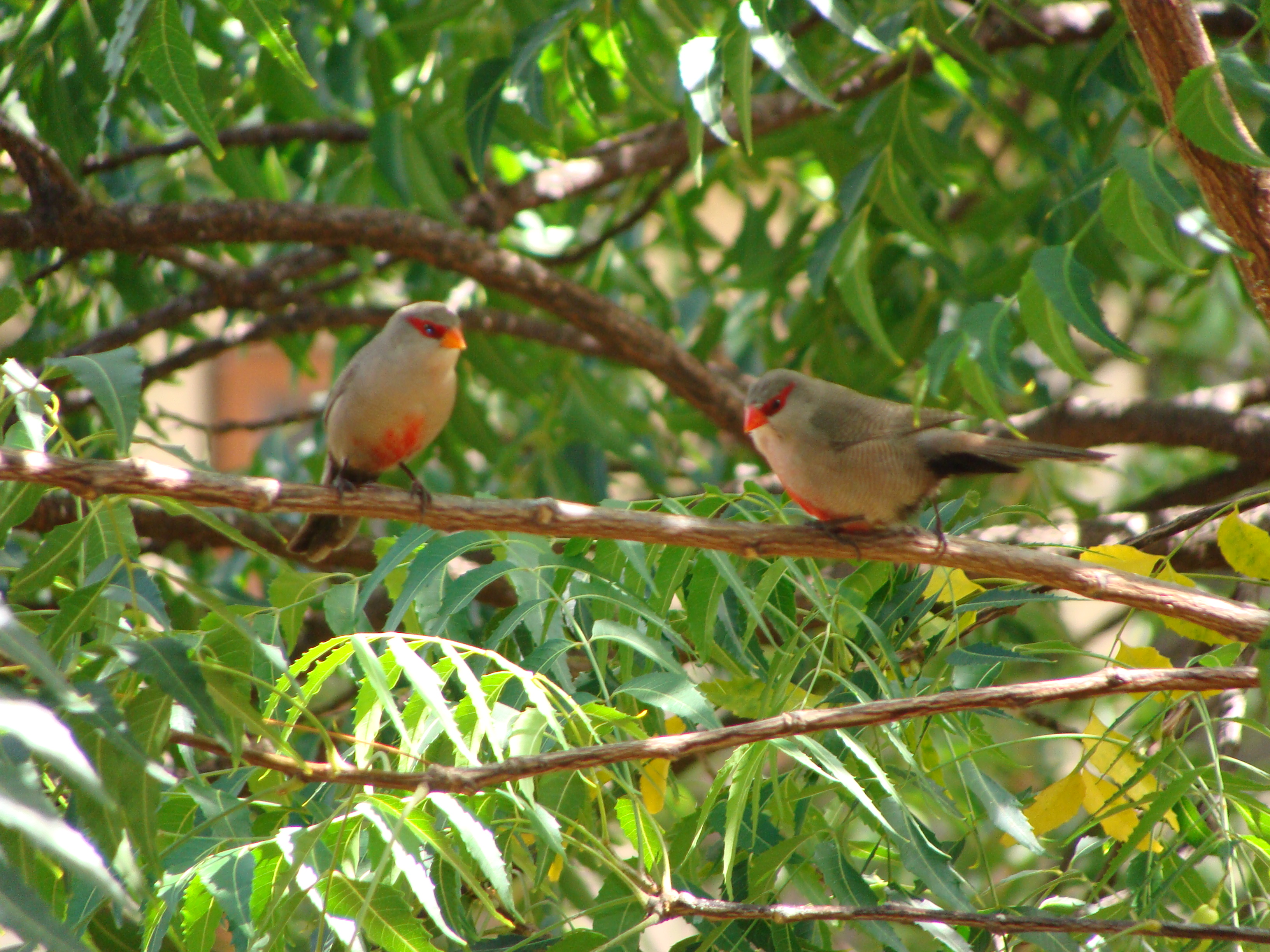
阿森松島
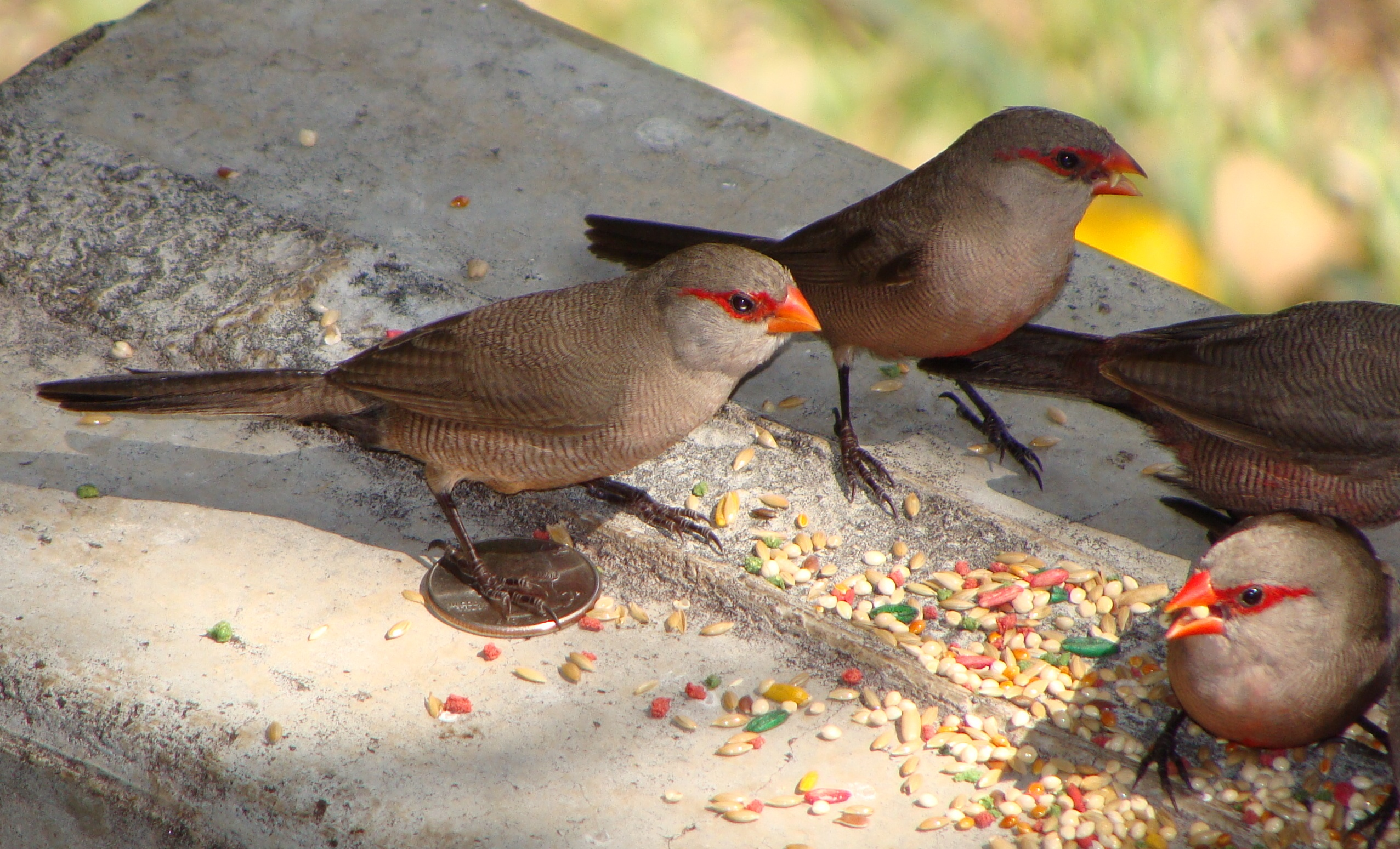
阿森松島
納米比亞
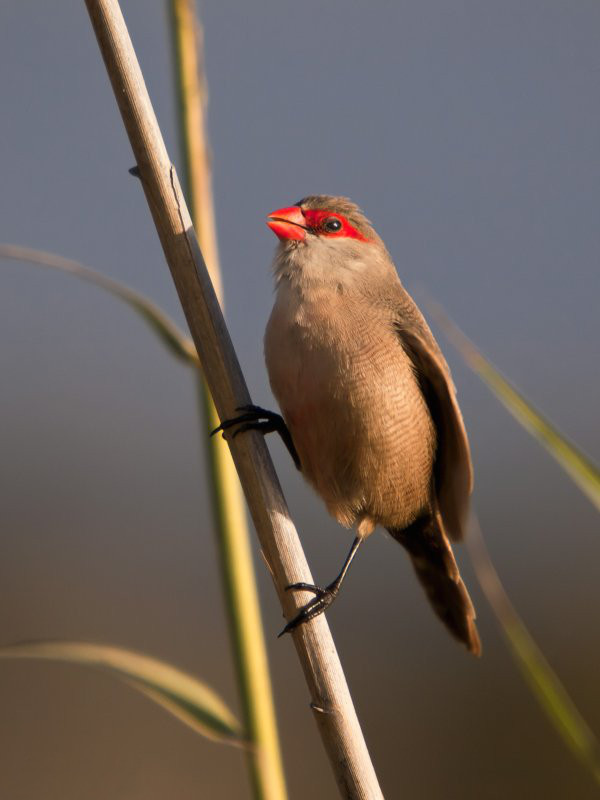
成鳥, 攝於 加那利群島, 西班牙
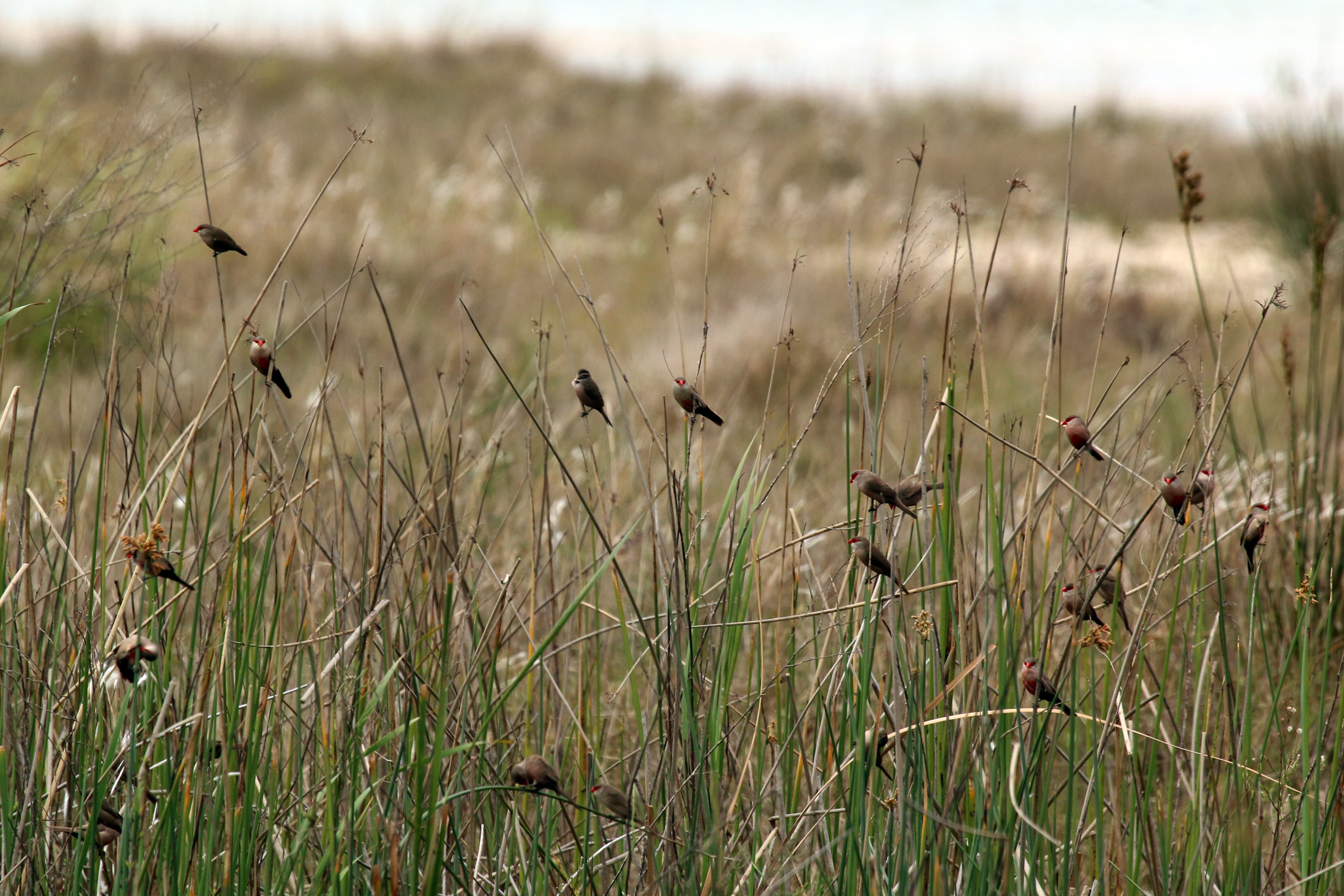
一群橫斑梅花雀 攝於[[iSimangaliso Wetland Park|伊西曼格利索濕地公園, 誇祖魯納塔爾, 南非

## 扩展阅读
- 維基物種上的相關：橫斑梅花雀